# 沃思鎮區 (伊利諾伊州庫克縣)
沃思鎮區（英語：Worth Township）是位於美國伊利諾伊州庫克縣的一個行政鎮區。

## 地方資料
根據2010年美國人口普查的數據，沃思鎮區的面積為83.48平方千米，當中陸地面積為82.50平方千米，而水域面積為0.98平方千米。當地共有人口151412人，而人口密度為每平方千米1,813.75人。